# Kenan Doğulu
Kenan Doğulu (Istanbul, 31 maggio 1974) è un cantante turco.
Ha rappresentato la Turchia all'Eurovision Song Contest 2007 di Helsinki dove è giunto quarto con 163 punti.

## Giovinezza
All'età di cinque anni ha frequentato la classe di pianoforte della Scuola di Musica con il più alto voto. Dopo sei anni di pianoforte ha iniziato la classe di flauto con Erkan Alpay, suo insegnante, e continuato con la chitarra classica con Erdem Sökmen. Nel frattempo ha contonuato la sua educazione con scuola di recitazione e strumenti ritmici. In seguito ha completato gli studi al Kültür Koleji e ottenuto il certificato di comunicazione all'Hesser College.

## Crescita
Il suo primo album, Yaparım Bilirsin, è stato pubblicato nell'agosto 1993. Nello stesso anno tenne 93 concerti, un numero considerevole per la Turchia. Il secondo album Sımsıkı Sıkı Sıkı venne prodotto nel dicembre 1994 e ottenne un maggior successo con 175 esecuzioni dal vivo nello stesso anno. L'album Kenan Doğulu 3 venne prodotto nell'agosto 1996.
La Marcia decennale, un simbolo della Turchia, venne arrangiata e presentata da Kenan Doğulu il 29 ottobre 1997, il Giorno della Repubblica. Il maxi singolo Kenan Doğulu 3.5 includeva l'arrangiamento.
Nel 1999, ispirato dalla grande attenzione del popolo turco, l'artista produsse un nuovo album con l'arrangiamento della Marcia della gioventù in memoria di Atatürk, il fondatore della Repubblica di Turchia. Nello stesso anno venne prodotto anche l'album Ben Senin Herşeyinim. Dopo un silenzio di due anni, ritornò con l'album Ex Aşkım e nel 2003 con l'album Demedi Deme.
Nell'estate 2006, Doğulu produsse l'album Festival, contenente il singolo Çakkıdı in collaborazione con Sezen Aksu.
Ha rappresentato la Turchia all'Eurofestival 2007 con Shake It Up Şekerim arrivando quarto con 163 punti.

## Discografia

### Album
| Year | Title                 | Traduzione                          | Vendite          |
| ---- | --------------------- | ----------------------------------- | ---------------- |
| 1993 | Yaparım Bilirsin      | (Sai che lo farò)                   |                  |
| 1994 | Sımsıkı Sıkı Sıkı     | (Stretto, molto stretto)            |                  |
| 1995 | Kenan Doğulu 3        | (Kenan Doğulu 3)                    |                  |
| 2000 | Ben Senin Her Şeyinim | (Sono tutto tuo)                    |                  |
| 2001 | Ex-Aşkım              | (Mia ex-amata)                      |                  |
| 2003 | Demedi Deme           | (Non parlarmi io non ti ho parlato) | Turchia: 300.000 |
| 2006 | Festival              | (Festival)                          | Turchia: 270.931 |

### Remix album
| Year | Title            | Vendite         |
| ---- | ---------------- | --------------- |
| 1996 | Kenan Doğulu 3.5 |                 |
| 2002 | Kenan Doğulu 5.5 |                 |
| 2004 | Kenan Doğulu 6.5 | Turchia: 45.000 |
| 2007 | Kenan Doğulu 7.5 |                 |

### Singles
| Year | Title                            | Traduzione              |
| ---- | -------------------------------- | ----------------------- |
| 1999 | Gençlik Marşı                    | (Marcia della gioventù) |
| 2007 | Shake It Up Shekerim - Promo Kit |                         |
| 2007 | ...Dan Sonra feat Sıla           |                         |